# Sleeping in Your Hand
Sleeping in Your Hand è il primo singolo di Elisa, estratto dal suo album d'esordio Pipes & Flowers e pubblicato nel 1997.

## Il singolo
Il singolo è uscito in Italia alla fine di maggio del 1997 e in alcuni stati europei in agosto (in Germania nel 1998).
È stata prodotta anche una versione alternativa della canzone pubblicata nei singoli stranieri e nel video, il Mark Saunders Remix, versione diversa da quella dell'album nell'arrangiamento e nella durata, remixata dal produttore inglese Mark Saunders. Questa versione è presente anche nell'album.
La canzone è compresa, nella versione remix, nel primo greatest hits della cantautrice, Soundtrack '96-'06, pubblicato nel 2006.

## Video musicale
Il video ufficiale del brano è stato girato da Paolo Caredda (che ha girato anche il video di Anche se non trovi le parole) ed è prodotto da Katze Productions Ltd.

## Tracce
CDS ZAC 189 (Italia)
1. Sleeping in Your Hand (Original Version) - 4:22
2. Sleeping in Your Hand (Instrumental) - 4:22

CD promo 571 515-2 (UK)
CDS (Germania, Paesi Bassi)
1. Sleeping in Your Hand (Mark Saunders Remix) - 3:43
2. Sleeping in Your Hand (Original Version) - 4:22
3. Sleeping in Your Hand (Mark Saunders Long Version Remix) - 3:53

CDS 571 514-2 (Paesi Bassi, Scandinavia)
1. Sleeping in Your Hand (Mark Saunders Remix) - 3:43
2. Sleeping in Your Hand (Original Version) - 4:22

CD EP promo 571 541-2 (Paesi Bassi, Germania, Danimarca)
1. Tell Me - 5:06
2. Mr. Want - 4:11
3. Sleeping in Your Hand (Original Version) - 4:22
4. The Marriage - 4:20

## Classifiche
Il singolo, raggiunge la quinta posizione nella classifica italiana spianando la strada del successo per Elisa. Entra anche nella classifica olandese raggiungendo la posizione 91.